# Àlvar Campaner i Fuertes
Àlvar Campaner i Fuertes (Álvaro Campaner y Fuertes) (Valverde del Camino, Huelva, 1834 — Palma, Mallorca, 1894). Numismàtic i historiador. Descendent d'una família de magistrats (fill del magistrat Antoni Àlvar Campaner Rosselló i de Mercedes de Fuertes Delgado), es doctorà en lleis. Després d'esser destinat (1879-84) a diverses localitats espanyoles, fou nomenat fiscal de l'Audiència de Mallorca. Fou internacionalment conegut com a numismata.
Amb Artur Pedrals i Gaietà Carreras fundà i dirigí la revista Memorial numismático español el 1866. Escriví Numismática balear (1879), que completava i corregia autors anteriors; Indicador manual de numismática española (1891); un Cronicón mayoricense (1881), recull de notícies sobre Mallorca ordenades cronològicament (1229-1800), i Bosquejo de la dominación islamita en las islas Baleares (1888), elaborada a partir de fonts llatines i àrabs que confrontava amb les versions angleses i franceses del moment.
Gran col·leccionista. Desenvolupà amb precisió les seves investigacions sobre numismàtica i ceràmica, participant en els debats que s'establiren sobre l'origen de la ceràmica medieval i moderna de producció atribuïda a Mallorca. En morir, la col·lecció numismàtica es dispersà, però la de ceràmica es conserva al Museu Diocesà de Mallorca.